# نورمان ويكسلر
نورمان ويكسلر (بالإنجليزية: Norman Wexler)‏ هو كاتب مسرحي وكاتب وكاتب سيناريو أمريكي، ولد في 16 أغسطس 1926 في نيو بدفورد في الولايات المتحدة، وتوفي في 23 أغسطس 1999 في واشنطن العاصمة في الولايات المتحدة بسبب نوبة قلبية.

## وصلات خارجية
- نورمان ويكسلر على موقع IMDb (الإنجليزية)
- نورمان ويكسلر على موقع أول موفي (الإنجليزية)
- نورمان ويكسلر على موقع قاعدة بيانات برودواي على الإنترنت (الإنجليزية)
- نورمان ويكسلر على موقع قاعدة بيانات الفيلم (الإنجليزية)